# Kolla elongatula
Kolla elongatula är en insektsart som först beskrevs av Melichar 1951.  Kolla elongatula ingår i släktet Kolla och familjen dvärgstritar. Inga underarter finns listade i Catalogue of Life.